# Pressburger Straße
Die Pressburger Straße ist eine 47 km lange ehemalige Bundesstraße in Niederösterreich, die Schwechat mit der Staatsgrenze zur Slowakei bei Berg verbindet. Sie wird auch als Hainburger Straße bezeichnet.
Die Straße verläuft bis Fischamend entlang der A4 und dann weiter entlang der Donau vorbei an den Orten Haslau-Maria Ellend, Regelsbrunn, Petronell, Bad Deutsch-Altenburg, Hainburg und Wolfsthal zur Staatsgrenze.

## Geschichte
Seit dem 1. Oktober 1823 verkehrte auf der Pressburger Straße eine tägliche Eilpost zwischen Wien und Pressburg. Sie benötigte sechs Stunden für die rund 65 km lange Strecke. Seit dem 31. Mai 1824 fuhr außerdem einmal pro Woche eine Eilpost über Kittsee nach Ofen, die je nach Wetterlage 30 bis 34 Stunden unterwegs war.
1834 bestanden Mautstationen in Wolfsthal, Regelsbrunn, Fischamend und Schwechat, die der Staatskasse rund 50.000 Gulden einbrachten.
Die Pressburger Straße gehört zu den ehemaligen Reichsstraßen, die 1921 als Bundesstraßen übernommen wurden. Bis 1938 wurde die Pressburger Straße als B 6 bezeichnet, nach dem Anschluss Österreichs wurde die Pressburger Straße bis 1945 als Teil der Reichsstraße 8 geführt.